# Bismark Adjei-Boateng
Bismark Adjei-Boateng (Accra, 10 maggio 1994) è un calciatore ghanese, difensore svincolato.

## Carriera

### Club
Prodotto della Right to Dream, accademia calcistica ghanese, Adjei-Boateng è arrivato in Europa tesserato dagli inglesi del Manchester City. Il 4 agosto 2012, il giocatore è stato ceduto in prestito ai norvegesi dello Strømsgodset. Ha esordito in Eliteserien in data 12 agosto, subentrando a Lars Sætra nella sconfitta per 4-0 maturata sul campo del Tromsø. In questa porzione di stagione in squadra, ha totalizzato 8 presenze.
Rimasto in prestito anche nell'annata successiva, il 16 maggio ha segnato le prime reti nella massima divisione locale, con una doppietta ai danni del Sogndal con cui ha contribuito al successo dello Strømsgodset per 3-1. Il 18 luglio 2013 ha debuttato nelle competizioni europee per club, schierato titolare nel pareggio per 2-2 contro il Debrecen, in una sfida valida per l'andata del secondo turno di qualificazione all'Europa League 2013-2014. Nella sfida di ritorno, vinta per 0-3 dalla compagine norvegese, ha trovato il primo gol nella competizione. Al termine di questa stessa annata, lo Strømsgodset ha vinto il campionato per la 2ª volta nella sua storia, con Adjei-Boateng che ha contribuito a questo risultato con 7 reti in 17 presenze.
Nel mese di settembre 2013 ha subito un infortunio alla caviglia in allenamento che lo ha tenuto lontano dai campi da gioco per diversi mesi. A novembre, ha prolungato il contratto che lo legava al Manchester City. Nel frattempo, è rientrato in Inghilterra per operarsi e ad aprile è tornato a Drammen per giocare nello Strømsgodset anche nel campionato 2014. È tornato in campo il 4 giugno 2014, in occasione della sconfitta per 4-2 contro il Tromsdalen, partita valida per il terzo turno del Norgesmesterskapet. A fine anno ha totalizzato 12 presenze e 2 reti tra tutte le competizioni.
Il 5 febbraio 2015, lo Strømsgodset ha reso noto che il prestito di Adjei-Boateng era stato prolungato per un'ulteriore stagione. Il ghanese è stato impiegato in 21 partite di campionato e ha messo a segno 4 reti, attraverso cui ha contribuito al 2º posto finale raggiunto dalla squadra.
Il 5 gennaio 2016, lo Strømsgodset ha comunicato che Adjei-Boateng sarebbe rimasto in squadra anche per il campionato 2016, sempre in prestito dal Manchester City. Tornato ancora una volta al Manchester City, in data 24 gennaio 2017 è stato ingaggiato a titolo definitivo dai Colorado Rapids, franchigia della Major League Soccer.

### Nazionale
Adjei-Boateng ha rappresentato il Ghana a livello Under-17 nel corso del 2010.

## Statistiche

### Presenze e reti nei club
Statistiche aggiornate al 1º settembre 2024.
| Stagione               | Club                   | Campionato             | Campionato | Campionato | Coppe nazionali | Coppe nazionali | Coppe nazionali | Coppe continentali | Coppe continentali | Coppe continentali | Supercoppe | Supercoppe | Supercoppe | Totale | Totale |
| Stagione               | Club                   | Comp                   | Pres       | Reti       | Comp            | Pres            | Reti            | Comp               | Pres               | Reti               | Comp       | Pres       | Reti       | Pres   | Reti   |
| ---------------------- | ---------------------- | ---------------------- | ---------- | ---------- | --------------- | --------------- | --------------- | ------------------ | ------------------ | ------------------ | ---------- | ---------- | ---------- | ------ | ------ |
| 2012                   | Strømsgodset           | ES                     | 8          | 0          | CN              | 0               | 0               | -                  | -                  | -                  | -          | -          | -          | 8      | 0      |
| 2013                   | Strømsgodset           | ES                     | 17         | 7          | CN              | 0               | 0               | UEL                | 4                  | 1                  | -          | -          | -          | 21     | 8      |
| 2014                   | Strømsgodset           | ES                     | 11         | 2          | CN              | 1               | 0               | UCL                | 0                  | 0                  | -          | -          | -          | 12     | 2      |
| 2015                   | Strømsgodset           | ES                     | 21         | 4          | CN              | 3               | 1               | UEL                | 1                  | 0                  | -          | -          | -          | 25     | 5      |
| 2016                   | Strømsgodset           | ES                     | 29         | 3          | CN              | 4               | 0               | UEL                | 2                  | 0                  | -          | -          | -          | 35     | 3      |
| Totale Strømsgodset    | Totale Strømsgodset    | Totale Strømsgodset    | 86         | 16         |                 | 8               | 1               |                    | 7                  | 1                  |            | -          | -          | 101    | 18     |
| 2017                   | Colorado Rapids        | MLS                    | 18         | 0          | USOC            | 1               | 0               | -                  | -                  | -                  | -          | -          | -          | 19     | 0      |
| 2018                   | Colorado Rapids        | MLS                    | 20         | 1          | USOC            | 1               | 0               | CCL                | 1                  | 0                  | -          | -          | -          | 22     | 1      |
| 2019                   | Colorado Rapids        | MLS                    | 0          | 0          | USOC            | 0               | 0               | -                  | -                  | -                  | -          | -          | -          | 0      | 0      |
| Totale Colorado Rapids | Totale Colorado Rapids | Totale Colorado Rapids | 38         | 1          |                 | 2               | 0               |                    | 1                  | 0                  |            | -          | -          | 41     | 1      |
| 2020                   | KuPS                   | VL                     | 19         | 2          | SC              | 6               | 2               | UCL+UEL            | 1+3                | 0                  | -          | -          | -          | 29     | 4      |
| 2021                   | KuPS                   | VL                     | 15         | 1          | SC              | 5               | 0               | UECL               | 8                  | 0                  | -          | -          | -          | 28     | 1      |
| Totale KuPS            | Totale KuPS            | Totale KuPS            | 34         | 3          |                 | 11              | 2               |                    | 12                 | 0                  |            | -          | -          | 57     | 5      |
| 2021-2022              | CFR Cluj               | L1                     | 23+9       | 0+2        | CR              | 1               | 0               | UECL               | 6                  | 0                  | SR         | -          | -          | 39     | 2      |
| 2022-2023              | CFR Cluj               | L1                     | 25+8       | 2+1        | CR              | 2               | 0               | UCL+UECL           | 2+12               | 1+1                | SR         | 0          | 0          | 49     | 5      |
| Totale CFR Cluj        | Totale CFR Cluj        | Totale CFR Cluj        | 65         | 5          |                 | 3               | 0               |                    | 20                 | 2                  |            | 0          | 0          | 88     | 7      |
| 2023                   | Jeonbuk Hyundai        | KL1                    | 10+3       | 1          | CCS             | 2               | 0               | ACL                | 4                  | 0                  | -          | -          | -          | 19     | 1      |
| 2024                   | Jeonbuk Hyundai        | KL1                    | 14         | 0          | CCS             | 1               | 0               | ACL-2              | 0                  | 0                  | -          | -          | -          | 15     | 0      |
| Totale Jeonbuk Hyundai | Totale Jeonbuk Hyundai | Totale Jeonbuk Hyundai | 27         | 1          |                 | 3               | 0               |                    | 4                  | 0                  |            | -          | -          | 34     | 1      |
| Totale carriera        | Totale carriera        | Totale carriera        | 250        | 26         |                 | 27              | 3               |                    | 44                 | 3                  |            | 0          | 0          | 321    | 32     |

## Palmarès

### Club

#### Competizioni nazionali
- Campionato norvegese: 1

Strømsgodset: 2013
- Coppa di Finlandia: 1

KuPS: 2021
- Campionato rumeno: 1

CFR Cluj: 2021-2022